# چبولینیک اسید
چبولینیک اسید (به انگلیسی: Chebulinic acid) با فرمول شیمیایی C41H32O27 یک ترکیب شیمیایی با شناسه پاب‌کم 12401 است. که جرم مولی آن ۹۵۶٫۶۷ گرم بر مول می‌باشد. 